# Ovidiu Haţegan
Ovidiu Alin Haţegan (Arad, Rumanía, 14 de julio de 1980) es un árbitro rumano internacional.

## Trayectoria
Hațegan se convirtió en árbitro de la FIFA en 2008.  Fue árbitro en la fase de clasificación de la Eurocopa 2012 y de la Copa Mundial de Fútbol de 2014.
En 2013, el presidente de la UEFA, Michel Platini, ordenó una investigación interna para determinar por qué Hațegan no aplicó el protocolo para lidiar con cánticos presuntamente racistas de la multitud durante un partido en el Arena Jimki entre Manchester City y PFC CSKA Moscú. CSKA Moscú fue acusado posteriormente de comportamiento racista por el incidente, pero Hațegan fue absuelto de la culpa. El 9 de noviembre de 2017, estuvo a cargo del partido de ida de la eliminatoria de clasificación para la Copa del Mundo 2018, donde Suiza derrotó a Irlanda del Norte 1–0. El único gol de Suiza fue anotado a través de un tiro penal que Hațegan otorgó polémicamente después de decidir que Corry Evans de Irlanda del Norte había cometido una infracción de balonmano, cuando las repeticiones mostraron que el balón le había golpeado la espalda. El partido de vuelta terminó 0-0, lo que resultó en la clasificación de Suiza para la Copa Mundial de la FIFA 2018.
El 19 de noviembre de 2018, tras ser informado en el descanso del partido de la Liga de las Naciones de la UEFA entre Alemania y Países Bajos del fallecimiento de su madre, y aunque legalmente podría haber sido sustituido, Hațegan optó por seguir ejerciendo hasta el final del partido que terminó 2-2 en Gelsenkirchen y clasificó al equipo visitante a los cuatro finalistas. Visiblemente angustiado, fue consolado después del pitido completo por el capitán neerlandés Virgil van Dijk. En 2022, Hațegan sufrió un infarto por la culpa de haber negado a Irlanda del Norte la oportunidad de jugar en el Mundial de 2018; no está claro si se retirará del fútbol.

## Vida personal
Hațegan se especializó en medicina en la Universidad Victor Babeș en Timișoara. Más tarde, enseñó anatomía en inglés en la Universidad Vasile Goldiș Western en su ciudad natal.
Hațegan se casó con su esposa Nicoleta en 2009, y la pareja tuvo dos hijos.